# أوسكار دي باولا
أوسكار دي باولا (بالإسبانية: Óscar de Paula)‏ (31 مايو 1975 في إسبانيا - ) هو مدرب كرة قدم ولاعب كرة قدم إسباني في مركز الهجوم. شارك مع منتخب إسبانيا تحت 21 سنة لكرة القدم. أما مع النوادي، فقد لعب مع بونفيرادينا وريال سوسيداد ونادي بطليوس ونادي قادش وOlivenza CP ‏ ونادي بالنثيا ‏.

## وصلات خارجية
- أوسكار دي باولا على موقع قاعدة بيانات كرة القدم.إي يو (الإنجليزية)
- أوسكار دي باولا على موقع Soccerway.com (الإنجليزية)